# جستجوگر ویندوز
جستجوگر ویندوز (انگلیسی: Windows Search) ابزاری تعبیه شده در ویندوز‌های شرکت مایکروسافت برای جستجوی فایل‌ها و برنامه‌ها در حافظه و سیستم عامل است. این ابزار در ویندوزهای قبل از ویندوز هفت به صورت یک صفحه جداگانه خدمات ارائه می‌کرد که در ویندوز هفت و پس از آن در تمامی صفحات اکسپلورر باز شده یک نوار جستجو برای جستجوی فایل‌های مورد نظر قرار گرفته‌است که این خود یک ویژگی برجسته برای ویندوز هفت به حساب می آمد.